# Алмейда, Николау Толентину де
Никола́у Толенти́ну де Алме́йда (порт. Nicolau Tolentino de Almeida; 1740—1811) — португальский поэт XVIII—XIX веков.
Николау Толентину де Алмейда стал известен благодаря сатирическому стихотворению на экс-министра Помбала, доставившему ему место секретаря при министерстве внутренних дел.
Позднейшие сатиры Алмейда, написанные в форме испанских национальных пятистрочных строф и свободные от личных нападок, направлены против пороков и смешных сторон современного ему общества и отличаются непосредственностью и изяществом стиля.
Его Obras poéticas вышли в Лиссабоне в 1802 году и переизданы в 1828—1836 и 1861 годах.
Николау Толентину де Алмейда скончался 23 июня 1811 года.
Несмотря на то, что воздействие Николау Толентину, одного из ведущих авторов эпохи Просвещения и никем не превзойдённого сатирика нравов, не прослеживается столь явно, тем не менее оно весьма весомо, поскольку определённый толентиновский отзвук мы можем ощутить в XX веке — в творчестве Алешандре О’Нилла. 